# Peristyl

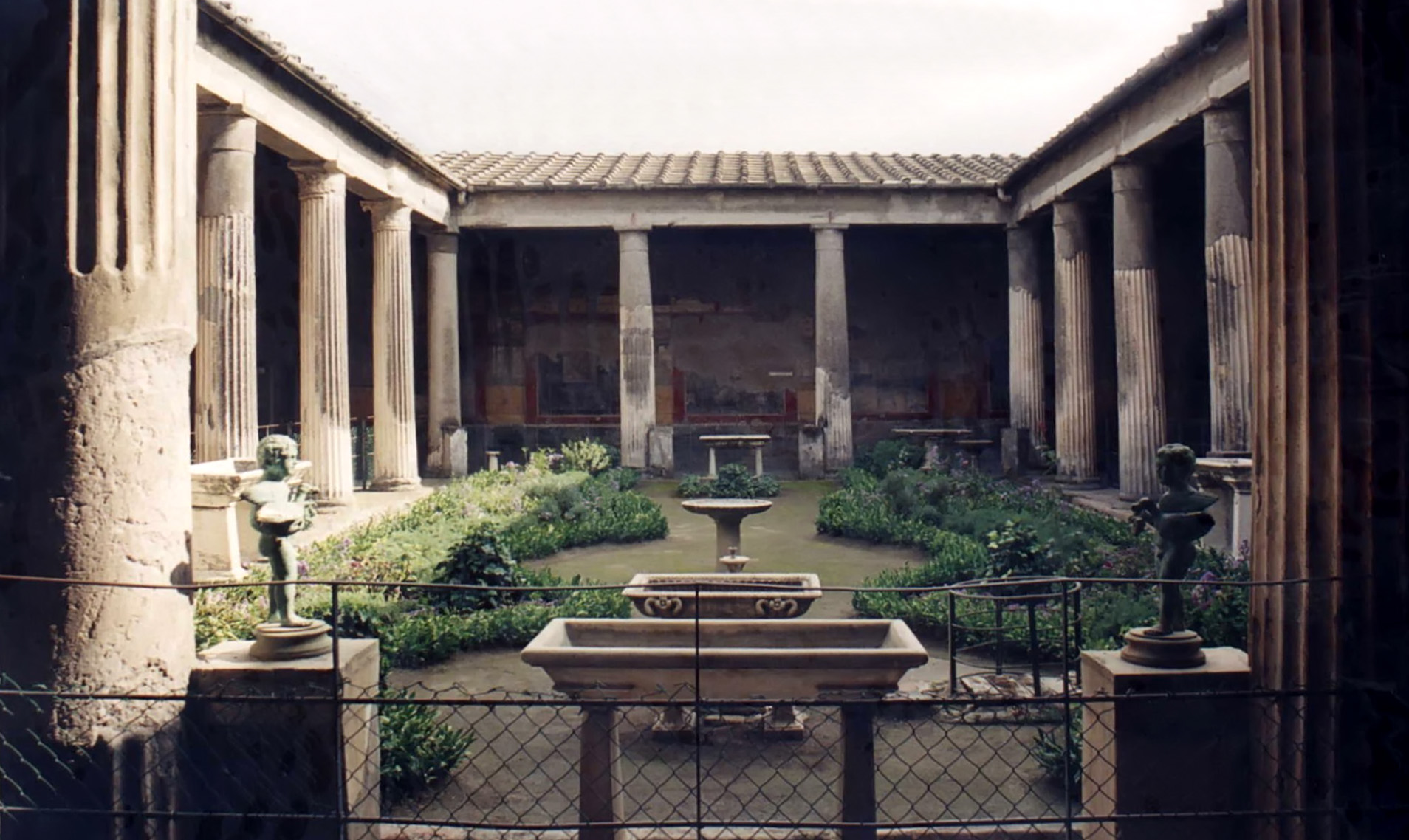
Římský peristyl (rekonstrukce) (Pompeje, Dům Vettiů)

Peristyl (z řec. peristylion, od peri-, kolem a stylos, sloup) je v antické architektuře čtvercový nebo obdélný dvorek, obklopený krytým sloupořadím (kolonádou). Vnitřní plocha mohla být dlážděná, anebo osázená květinami. Peristyl často obsahoval kašnu a domácí svatyňku zemřelých předků (lararium). Označení peristyl se používá i pro podobné prostory v egyptských a asijských domech.

## Historie
Dlážděný peristyl se objevuje v Řecku v 5. stol. př. n. l., od 2. století př. n. l. se objevuje i v Itálii, kde se stal nezbytnou součástí bohatých venkovských vil i městských domů. Na rozdíl od spíše hospodářského atria sloužil k pobytu i k setkávání. V pozdější době býval peristyl také jakousi předsíní císařských basilik. Vnější stěny peristylu bývaly ozdobeny malbami nebo mozaikami. V 6. století n. l. se změnou životního stylu a s mizením římské aristokracie peristyly definitivně mizí a objevují se jako předsíně křesťanských basilik a kostelů. Ve středověku se z peristylu vyvinul Rajský dvůr s křížovou chodbou klášterů a katedrál. Vnitřní prostor kvadratury býval obvykle osázen keři a květinami a bývala zde také studna nebo kašna. Různé formy peristylu ožily opět v italské renesanci i v bohatých moderních vilách.